# Geonoma trigona
Geonoma trigona là loài thực vật có hoa thuộc họ Arecaceae. Loài này được (Ruiz & Pav.) A.H.Gentry mô tả khoa học đầu tiên năm 1986.